# Hockey Pattinaggio Maliseti 2018-2019
Questa voce raccoglie le informazioni riguardanti l'Hockey Pattinaggio Maliseti nelle competizioni ufficiali della stagione 2018-2019.

## Organico

### Giocatori
Rosa e numerazione, tratte dal sito internet ufficiale della Federazione Italiana Sport Rotellistici, aggiornate alla stagione 2018-2019.
| N° | Naz.              | Ruolo | Sportivo            |  |  |  |
| -- | ----------------- | ----- | ------------------- |  |  |  |
| 1  | Italia (bandiera) | P     | Alessio Carmazzi    |  |  |  |
| 3  | Italia (bandiera) | E     | Lorenzo Capuano     |  |  |  |
| 4  | Italia (bandiera) | E     | Andrea Santoro      |  |  |  |
| 5  | Italia (bandiera) | E     | Maurizio Baldesi    |  |  |  |
| 6  | Italia (bandiera) | E     | Lorenzo Mugnai      |  |  |  |
| 7  | Italia (bandiera) | E     | Luca Sterpini       |  |  |  |
| 8  | Italia (bandiera) | E     | Leonardo Cacciatore |  |  |  |
| 11 | Italia (bandiera) | E     | Simone Fioravanti   |  |  |  |
| 40 | Italia (bandiera) | P     | Matteo Maggio       |  |  |  |
| 57 | Italia (bandiera) | E     | Matteo Ninci        |  |  |  |

### Staff tecnico
- Allenatore:  Paolo De Rinaldis
- Allenatore in seconda:  Raffaele Zemmi
- Meccanico: